# چروبینو مانزونی
چروبینو مانزونی (انگلیسی: Cherubino Manzoni؛ ۱۵۹۵ – ۱۶۵۱ (سن ۵۶)) کشیش کاتولیک، و اسقف کاتولیک اهل ایتالیا بود.